# Georges Pallu
Pour les articles homonymes, voir Pallu (homonymie).
Gabriel Georges Pallu, né à Paris 17e le 4 décembre 1869 et mort à Neuilly-sur-Seine le 1er septembre 1948, est un cinéaste français.

## Filmographie
- 1912 : Alerte ! (coréalisateur)
- 1916 : La confiance règne
- 1917 : L'Étrangère
- 1918 : Frei Bonifácio
- 1919 : O Comissário de Polícia
- 1919 : O Mais Forte
- 1919 : A Rosa do Adro
- 1920 : Barbanegra
- 1920 : O Amor Fatal

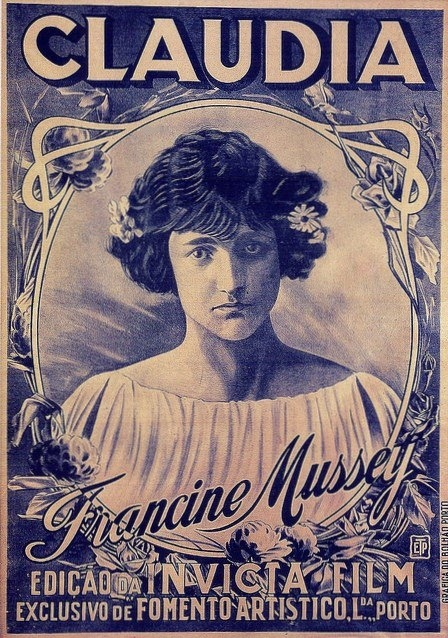
Affiche de Cláudia (1923).

- 1920 : Os Fidalgos da Casa Mourisca
- 1921 : Quando o Amor Fala
- 1921 : Amor de Perdição
- 1922 : O Destino
- 1923 : O Primo Basílio
- 1923 : Mulheres da Beira
- 1923 : Cláudia
- 1923 : Lucros Ilícitos
- 1924 : A Tormenta
- 1926 : Le Secret d'une mère
- 1926 : La Rose effeuillée (film, 1926)
- 1926 : Phi-Phi
- 1927 : Le Train de 8 heures 47
- 1927 : Les Cœurs héroïques
- 1928 : La Petite Sœur des pauvres
- 1928 : Le Permis d'aimer
- 1929 : La Vie merveilleuse de Bernadette
- 1930 : L'Étrange Fiancée
- 1931 : La Demoiselle du métro
- 1932 : La Vierge du rocher
- 1933 : Les Deux Monsieur de Madame
- 1936 : La Rose effeuillée
- 1936 : Le châtiment d'une mère[3]
- 1937 : La Fille de la Madelon
- 1938 : Ceux de demain
- 1938 : Cœur de gosse
- 1939 : Un gosse en or